# هيداسبيثيريوم
الهيداسبيثيريوم (الاسم العلمي: Hydaspitherium). وهو جنس منقرض من الزرافيات التي عاشت خلال العصر الميوسيني في جنوب آسيا.